# John Dowd
John Dowd   (Chicopee, 10 d'agost de 1965) és un antic pilot professional de motocròs nord-americà. Va competir als Campionats AMA entre el 1987 i el 2013 i en va guanyar un títols de supercross, concretament el de 125cc de la Regió Oest de 1998. Va practicar també l'enduro i el 2006 va guanyar el campionat AMA d'EnduroCross.

## Trajectòria esportiva
Conegut popularment com a "The Junk yard Dog" ('el gos d'abocador' i, per extensió, 'dolent, agressiu'), Dowd va participar en la seva primera cursa de motocròs a 20 anys, una edat tardana per a començar en aquesta modalitat. Va progressar, però, ràpidament i aviat va vèncer pilots amb molts més anys d'experiència i va poder esdevenir pilot professional a 21 anys. Pel fet d'haver començat tard en comparació amb la mitjana, Dowd ostenta diversos rècords relacionats amb l'edat, entre ells el del pilot més vell a guanyar un "National" (Southwick 125cc, 1998), el més vell a guanyar un campionat de Supercross (1998), el més vell a guanyar una mànega d'un National (Mount Morris, 2000) i el més vell a obtenir un podi en un National (Southwick 250cc, 2005).
John Dowd va ser un aspirant al podi als campionats AMA de motocròs i Supercross durant gairebé 20 anys. Els seus punts forts eren el vigor i la resistència, que li permetien de córrer amb força durant tota la mànega. Originari de Nova Anglaterra, una zona coneguda pels seus exigents i esgotadors circuits de sorra, se'l considerava un especialista en aquesta mena de terreny. El 2009, a 44 anys d'edat, encara va poder ocupar el tercer lloc de la general en un National de 450cc (com d'habitud, a Southwick, la seva pista local).